# Simulium jinbianense
Simulium jinbianense es una especie de insecto del género Simulium, familia Simuliidae, orden Diptera.
Fue descrita científicamente por Zhang & Chen, 2004.